# Народно читалище „Димитър Полянов – 1862“
Народното читалище „Димитър Полянов – 1862“ е просветителски център в община Карнобат.
През 1862 г. благородни, будни и ентусиазирани жители на Карнобат даряват по 20 гроша за „читалищни харчове“. С тези средства се закупуват първите 47 книги и полагат основите на читалищната библиотека. В 1863 година е организиран първият хор, през 1864 година е представено и първото театрално представление, а през 1884 е създадена постоянна театрална трупа. В началото читалището носи името на Кирил и Методий.
Заслугите на читалището и неговите дейци са отбелязани със званието „Образцово“, орден „Св. св. Кирил и Методий“ – І степен и орден „Народна република България“ ІІ степен.

## Кръжоци, клубове и школи по изкуствата
| Раздели                             |
| ----------------------------------- |
| Школи народни танци за деца         |
| Школи народни танци за възрастни    |
| Школа мажоретки                     |
| Школа по латино и модерни танци     |
| Школа за електрическа китара        |
| Школа за пиано                      |
| Школа по класически и модерен балет |
| Школа по рисуване                   |
| Клуб „Приятели на книгата“          |
| Клуб на художниците от Карнобат     |
| Танцов клуб „Карнота“               |
| клуб „Дигитални маршрути“           |
| Клуб Модерни танци                  |
| Клуб по салса                       |
| Клуб по рисуване                    |